# Abbaye Saint-Marcel
Pour l'ancienne abbaye de moines bénédictins, voir Abbaye Saint-Marcel-lès-Chalon.
L’abbaye Saint-Marcel est une ancienne abbaye cistercienne située sur le territoire de l'actuelle commune de Réalville, en Tarn-et-Garonne.

## Histoire

### Fondation
L'abbaye est fondée dans la seconde moitié du XIIe siècle par les moines de l’abbaye de Cadouin, dans l'actuelle commune de Septfonds. Elle est rapidement transférée sur le site de Réalville. L'abbaye s'implante alors dans la vallée de la Lère, à la base des premiers coteaux.

### Moyen Âge et Renaissance
Le développement de l'abbaye de Saint-Marcel reste modeste. En 1313, elle ne compte, outre l'abbé, que dix-sept religieux. Durant les guerres de religion, l'édifice est entièrement détruit ; mais l'abbé Rey le fait reconstruire au début du XVIIe siècle.

### Destruction à la Révolution
À la Révolution, l'abbaye est fermée et vendue ; mais la plupart des bâtiments sont conservés jusqu'en 1852, date à laquelle Calixte de Valada, nouveau propriétaire des lieux, la fait raser. Les seules traces restant des murs originels se trouvent dans des fondations.

## Liste des abbés
- Raimond, abbé de Septfonds (vers 1150)[3]

## L'abbaye
L'église abbatiale (qui servait aussi d'église paroissiale pour les habitants des environs) était située à l'ouest du cloître et des bâtiments conventuels ; elle était tournée vers le nord. À son chevet se situait le cimetière des moines. Au sud de l'abbaye, se trouvait une grange ainsi que deux autres bâtiments non identifiés, situés plus à l'est. La terrasse, le puits et le jardin entouré de canalisations étaient localisés à l'est des bâtiments, au plus proche de la rivière.
L'ensemble des bâtiments était construit en briques, matériau aisément disponible en fond de vallée. Ces briques médiévales étaient de taille plus grande que les briques actuelles : environ 7 centimètres de hauteur pour une largeur comprise entre 20 et 35 centimètres.

## Filiation et dépendances
Saint-Marcel est fille de l'abbaye de Cadouin.